# Керутерс (Каліфорнія)
Керутерс (англ. Caruthers) — переписна місцевість (CDP) в США, в окрузі Фресно штату Каліфорнія. Населення — 2613 особи (2020).

## Географія
Керутерс розташований за координатами 36°32′24″ пн. ш. 119°50′42″ зх. д. / 36.54000° пн. ш. 119.84500° зх. д. (36.539907, -119.845027).  За даними Бюро перепису населення США в 2010 році переписна місцевість мала площу 5,24 км², уся площа — суходіл.

## Демографія
Згідно з переписом 2010 року, у переписній місцевості мешкало 2497 осіб у 639 домогосподарствах у складі 554 родин. Густота населення становила 477 осіб/км².  Було 680 помешкань (130/км²).
Расовий склад населення:
| - 49,0 % — білих - 8,9 % — азіатів - 1,5 % — корінних американців - 0,6 % — чорних або афроамериканців - 36,2 % — осіб інших рас |

До двох чи більше рас належало 3,8 %. Частка іспаномовних становила 63,7 % від усіх жителів.
За віковим діапазоном населення розподілялося таким чином: 31,8 % — особи молодші 18 років, 58,5 % — особи у віці 18—64 років, 9,7 % — особи у віці 65 років та старші. Медіана віку мешканця становила 29,7 року. На 100 осіб жіночої статі у переписній місцевості припадало 101,0 чоловіків;  на 100 жінок у віці від 18 років та старших — 96,5 чоловіків також старших 18 років.
Середній дохід на одне домашнє господарство  становив 54 031 долар США (медіана — 43 594), а середній дохід на одну сім'ю — 54 770 доларів (медіана — 44 531). Медіана доходів становила 23 779 доларів для чоловіків та 22 365 доларів для жінок. За межею бідності перебувало 31,3 % осіб, у тому числі 49,6 % дітей у віці до 18 років та 0,0 % осіб у віці 65 років та старших.
Цивільне працевлаштоване населення становило 1256 осіб. Основні галузі зайнятості: сільське господарство, лісництво, риболовля — 31,5 %, освіта, охорона здоров'я та соціальна допомога — 17,1 %, мистецтво, розваги та відпочинок — 12,3 %, будівництво — 7,8 %.